# Ванген (Гепинген)
Ванген (њем. Wangen) општина је у њемачкој савезној држави Баден-Виртемберг. Једно је од 38 општинских средишта округа Гепинген. Према процјени из 2010. у општини је живјело 3.198 становника. Посједује регионалну шифру (AGS) 8117055.

## Географски и демографски подаци
Ванген се налази у савезној држави Баден-Виртемберг у округу Гепинген. Општина се налази на надморској висини од 379 метара. Површина општине износи 9,7 km². У самом мјесту је, према процјени из 2010. године, живјело 3.198 становника. Просјечна густина становништва износи 330 становника/km².

## Међународна сарадња
| Мјесто | Држава    | Врста сарадње | Од    |
| ------ | --------- | ------------- | ----- |
|        | Француска | партнерство   | 1992. |
| Извор  |           |               |       |